# 和瀬峠
和瀬峠（わせとうげ）は、鹿児島県奄美市名瀬町と同市住用町にある峠。

## 概要
和瀬峠は名瀬と旧住用村を結ぶ旧和瀬隧道の峠として発達した。戦前は和瀬峠ではなくスタル峠と呼ばれていた。峠下には和瀬バイパスが通っている。奄美大島では県道や国道が整備される以前、北から順に長雲峠、本茶峠、朝戸峠、和瀬峠、三太郎峠、網野子峠、地頭峠と並ぶ南北に伸びる尾根筋を中心に、尾根筋から集落へと通じる切通が整備されていた。

## 歴史
1943年（昭和18年）3月6日 名瀬から古仁屋までの県道が国道特38号線に制定され、和瀬峠もその一部となる。戦後、奄美大島が日本復帰を果たすと1959年（昭和34年）に旧和瀬トンネルが竣工されたと同時に国道58号として制定された。2001年（平成13年）峠下に和瀬バイパスが開通し旧道となった。

## ギャラリー

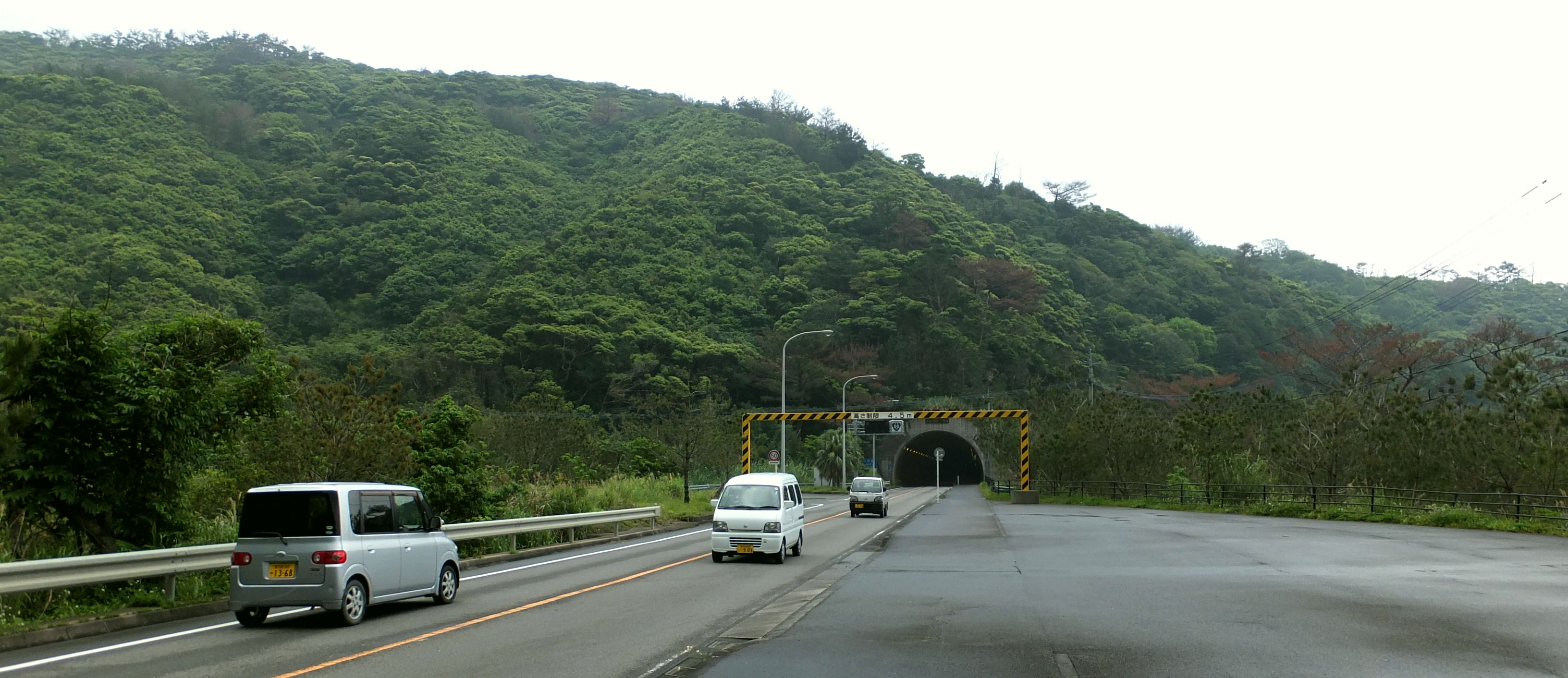
バイパスから望む和瀬峠。後ろに見えるのは小和瀬トンネル。
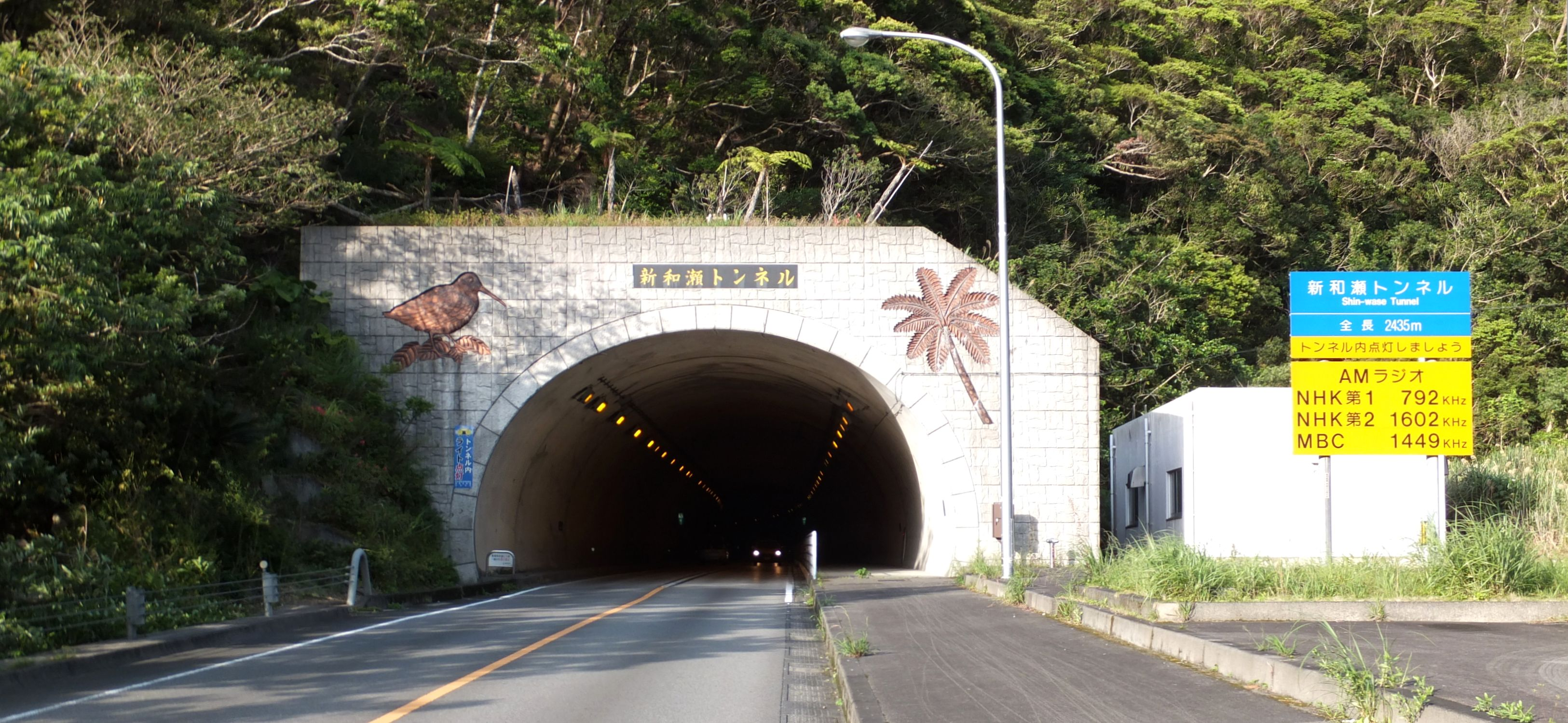
峠下を通る新和瀬トンネル